# Тамаш Кашаш
Тамаш Кашаш (рођен 20. јула 1976. године у Будимпешти) је пензионисани мађарски ватерполо играч. Висок 2 метра док његова маса износи 94 килограма.
Кашаш се често помиње као најбољи дефанзивни играч своје генерације, док га многи сматрају најбољим играчем на свету тог доба. Познат је по својој способности да се издигне високо изнад површине воде и блокира ударце, као и по одличној игри у ситуацијама један на један. Такође, пажњу је привлачио и изузетно прецизним шутевима и додавањима.
Почео је да се бави спортом када је имао 6 година и то под надзором свог оца Золтана, који је у Мађарској сматран стручњаком високог реномеа. Золтан Кашаш је такође био надарен играч који је освојио сребрну медаљу на Олимпијским играма 1972. као и златну медаљу на Светском првенству 1973. и Европском првенству 1974. године.
На Олимпијским играма је дебитовао 1996. године када је репрезентација Мађарске испала у полуфиналу изгубивши том приликом од Шпаније. Након тога, мађарски тим се тријумфално враћа на велика такмичења тако што осваја злато на Европском првенству 1997. и 1999. године као и Лигу шампиона 1998. године, док врхунац резултата његове генерације представља освајање златне медаље на Олимпијским играма у Сиднеју 2000, Атини 2004. и Пекингу 2008. године.
Тамаш Кашаш 2007. године је освојио Евролигу са Про Реком. Проглашен је најкориснијим играчем Светског купа у ватерполу 2002. године на коме је Мађарска освојила сребрну медаљу.